# Shelley Smith
(en) Statistiques sur pro-football-reference
Shelley Smith (né le 21 mai 1987 à Phoenix) est un joueur américain de football américain. Il joue actuellement avec les Dolphins de Miami.

## Carrière

### Université
Smith étudie à l'université d'État du Colorado, jouant avec les Rams.

### Professionnel
Shelley Smith est sélectionné au sixième tour du draft de la NFL de 2010 par les Texans de Houston au 187e choix. Il joue deux matchs de pré-saison. Néanmoins, il ne joue aucun match durant ses deux années de contrat. Peu après le début de la saison 2012, il signe avec les Rams de Saint-Louis et joue ses premiers matchs en professionnel, jouant comme titulaire au poste de guard.